# Taormina Sporting Club
Il  Taormina Sporting Club è un'associazione sportiva della città di Taormina (ME).
L'associazione è stata fondata nel 1925 ed ha riscosso successi soprattutto nel nuoto e nel tennis, conquistando titoli nazionali e regionali, sia individuali che societari.
Il 18 agosto 1957, a Reggio Emilia, il Taormina Sporting Club vinse il titolo di squadra campione d'Italia di nuoto di serie B. Tra i nuotatori che hanno contribuito al successo della squadra taorminese, allenata da Aurelio Licari (coach della squadra), da ricordare, nella categoria senior, Francesco Scimone (detto "Ciccino"), campione siciliano nei 100 metri dorso, il reggino Santo Abbruzzini (campione nei cento metri stile libero e il primo a traversare a nuoto lo stretto di Messina nel 1960), il catanese Pippo Lanzafame (nuotatore che portò per primo il primato regionale dei 100 m a stile libero al di sotto del minuto) e Dino Papale campione italiano e più volte siciliano di nuoto e siciliano di tennis nonché fondatore della Women's Tennis Association. 
Tra gli associati allo Sporting Club anche Chico Scimone (campione mondiale Master di marcia), da non confondere con l'omonimo cugino "Ciccino" Scimone (Taormina, 7 dicembre 1922), molto più giovane di Chico.